# Genetische merker
Een genetische merker of genetische marker is een gen of DNA-sequentie waarvan de locatie op het chromosoom bekend is. Een merker kan gebruikt worden om  een individu of bepaalde soort te identificeren. Bij een DNA-test wordt gekozen voor delen waarbinnen een stuk gelijk is voor iedereen en een ander stuk van individu tot individu verschilt.
De stukken die gelijk zijn maken het mogelijk het onderdeel te herkennen tussen de rest van het DNA.
De individuele stukken kunnen per persoon van verschillende lengte zijn. Deze stukken maken het identificeren van persoonlijk DNA mogelijk.
De merkers kunnen worden aangeduid met letters en cijfers.